# Mistrzostwa Europy w Saneczkarstwie 1974
21. Mistrzostwa Europy w saneczkarstwie 1974 odbyły się w austriackim Imst. W tym mieście mistrzostwa odbyły się już drugi raz (wcześniej w 1956 oraz 1971). Rozegrane zostały trzy konkurencje: jedynki kobiet, jedynki mężczyzn oraz dwójki mężczyzn. W tabeli medalowej najlepsze było NRD.

## Wyniki

### Jedynki kobiet
| Medal | Zawodniczka     | Narodowość | Czas | Strata |
| ----- | --------------- | ---------- | ---- | ------ |
|       | Margit Schumann | NRD        |      |        |
|       | Halina Kanasz   | Polska     |      |        |
|       | Ute Rührold     | NRD        |      |        |

### Jedynki mężczyzn
| Medal | Zawodnik       | Narodowość | Czas | Strata |
| ----- | -------------- | ---------- | ---- | ------ |
|       | Hans Rinn      | NRD        |      |        |
|       | Manfred Schmid | Austria    |      |        |
|       | Rudolf Schmid  | Austria    |      |        |

### Dwójki mężczyzn
| Medal | Zawodnicy                        | Narodowość | Czas | Strata |
| ----- | -------------------------------- | ---------- | ---- | ------ |
|       | Paul Hildgartner/Walter Plaikner | Włochy     |      |        |
|       | Hans Rinn/Norbert Hahn           | NRD        |      |        |
|       | Roman Hurej/Józef Pietrończyk    | Polska     |      |        |

## Klasyfikacja medalowa
| Miejsce | Państwo |   |   |   | Razem |
| ------- | ------- | - | - | - | ----- |
| 1.      | NRD     | 2 | 1 | 1 | 4     |
| 2.      | Włochy  | 1 | 0 | 0 | 1     |
| 3.      | Austria | 0 | 1 | 1 | 2     |
| 3.      | Polska  | 0 | 1 | 1 | 2     |